# Denis Thum
Denis Thum (* 29. April 1988 in Speyer) ist ein deutscher Kartfahrer.

## Sportliche Laufbahn
Seine Rennkarriere begann er im Jahr 1997 beim DMV Goldpokal in der Bambini-Klasse. Betreut und gecoacht wurde er von seinem Vater Peter Thum. In den Jahren 2002 bis 2004 war er aktiv in der GTC-Langstreckenmeisterschaft, bevor er 2005 zur Rotax Max Challenge wechselte. Dort gewann er bisher in 6 Saisons den Gesamtsieg.
2006 hat er mit nur einem Punkt Rückstand den vierten Platz belegt. Weiterhin erzielte er 2009 den zweiten Platz in der Rotax Max Euro Challenge und 2013 dieselbe Platzierung in der RMC Germany. 2008 belegte er zwei dritte Plätze, ebenfalls in Rotax Max Euro Challenge und in der RMC Germany. 2010 und 2011 war er als Mechaniker tätig und war auch Betreuer von Moritz Kremer. Außerdem nahm er 2011 am süddeutschen ADAC Kart Cup (SAKC) in Bopfingen teil, wo er den 1. Platz erzielte.
Ein Jahr später gründete Denis Thum zusammen mit seinem Vater Peter Thum das Kart-Team „Project 7 Racing“. 2013 konnte er sich als einer von drei deutschen Fahrern für die Rotax Max Grand Finals in New Orleans qualifizieren.
Die Jahre 2014 bis 2018 verbrachte er größtenteils damit, sich der Familienplanung und dem weiteren Aufbau seiner Firma zu widmen. Thum konnte 2015 auch weiterhin eine Teilnahme bei der GTC-Langstreckenmeisterschaft verzeichnen, wo er zusammen mit seinem Vater Peter Thum den 1. Platz ergattern konnte.
Nach mehrjähriger Abstinenz in der RMC konnte er sich 2019 problemlos das Ticket für die Rotax-Weltmeisterschaft in Sarno sichern. Während seiner Karriere hat er schon Teams wie Kartsport Klimm oder das Wildkart Racing Team repräsentiert.

## Privates
Neben seiner Rennkarriere ist er seit 2012 Geschäftsinhaber des Familienunternehmens für Kaminofenbau und -reparatur. Mit seiner Frau Rebekka hat er zwei Söhne.

## Statistik

### Gesamte Rennkarriere
| - 2005: RMC Germany (Senior): 1. Platz (Deutscher Meister) - 2006: DMV Goldpokal (Senior): 1. Platz - 2007: RMC Germany (DD2): 1. Platz (Deutscher Meister) - 2007: RMC Grand Finals (DD2), Al Ain (VAE ): 18. Platz - 2008: Rotax Max Masters (Senior): 1. Platz (Deutscher Meister) - 2008: Rotax Max Masters (DD2): 1. Platz (Deutscher Meister) | - 2008: RMC Germany (DD2 World): 3. Platz - 2008: RMC Grand Finals (DD2), La Conca (Italien ): 18. Platz - 2008: Rotax Max Euro Challenge (DD2): 3. Platz - 2009: Rotax Max Euro Challenge (DD2): 2. Platz (Vize-Europameister) - 2009: RMC Germany (Max World): 4. Platz - 2009: RMC Germany (DD2 World): 1. Platz (Deutscher Meister) | - 2009: Rotax Max Wintercup (Senior): 12. Platz - 2009: Rotax Max Wintercup (DD2): 1. Platz - 2013: RMC Germany (DD2 World): 2. Platz (Deutscher Vizemeister) - 2019: RMC Grand Finals (DD2), Sarno (Italien ): 10. Platz |

### Einzelresultate

#### Resultate RMC Germany 2013
| Team            | 1    | 2   | 3    | 4    | 5    | 6    | Punkte | Rang |
| Kartsport Klimm | WACK | OPP | WITT | TEMP | AMPF | HAHN | 424    | 2    |
| Kartsport Klimm | 1    | 1   | 3    | 3    | 16   | 4    | 424    | 2    |

#### Tageswertungen RMC Germany 2019
| Team            | 1    | 2    | 3   | 4   | 5    | 6    | 7    | 8    | Punkte | Rang |
| Kartsport Klimm | WACK | WACK | OPP | OPP | GENK | GENK | WITT | WITT | 362    | 2    |
| Kartsport Klimm | 1    | 3    | 3   | 4   | 9    | 5    | 1    | 1    | 362    | 2    |

#### Resultate RMC Clubsport 2019
| Team            | 1    | 2   | 3    | 4    | 5    | 6    | 7    |
| Kartsport Klimm | WACK | OPP | BOPF | BELL | WITT | LIED | KERP |
| Kartsport Klimm | 3    | 1   | /    | /    | 1    | /    | /    |

### Größte Erfolge in den RMC Grand Finals
| Jahr           | 2007         | 2008               | 2009                          | 2013              | 2019            |
| Austragungsort | Al Ain (VAE) | La Conca (Italien) | Scharm asch-Schaich (Ägypten) | New Orleans (USA) | Sarno (Italien) |
| Phase          | Vorfinale    | Qualifying         | Intermediate und Vorfinale    | Vorfinale         | Finale          |
| Platzierung    | 4            | 3                  | 2                             | 14                | 10              |